# Великий Цирник
Великий Цирник (словен. Veliki Cirnik) — поселення в общині Севниця, Споднєпосавський регіон, Словенія. Висота над рівнем моря: 399 м.